# 科学怪人大战狼人
《科学怪人大战狼人》（英語：Frankenstein Meets the Wolf Man）是1943年由环球影业发行的一部恐怖片，小朗·钱尼饰演狼人， 贝拉·卢戈西饰演弗兰肯斯坦的怪物。

## 情节
在1941年的电影《狼人》中已经死去狼人被两个盗墓者唤醒，之后再次于月圆之夜攻击人类，狼人前去寻找弗兰肯斯坦博士，希望他能让自己死去。最后科学怪人与狼人决斗，当地一家酒馆的老板炸毁了城堡，两者在决斗中消失。